# Zheng Shuyin
Zheng Shuyin (Dandong, 1 de mayo de 1994) es una deportista china que compite en taekwondo.
Participó en dos Juegos Olímpicos de Verano, en los años 2016 y 2020, obteniendo una medalla de oro en Río de Janeiro 2016, en la categoría de +67 kg.
Ganó tres medallas en el Campeonato Mundial de Taekwondo entre los años 2015 y 2019, y una medalla de bronce en el Campeonato Asiático de Taekwondo de 2016.

## Palmarés internacional
| Juegos Olímpicos    | Juegos Olímpicos         | Juegos Olímpicos  | Juegos Olímpicos |
| Año                 | Lugar                    | Medalla           | Categoría        |
| ------------------- | ------------------------ | ----------------- | ---------------- |
| 2016                | Río de Janeiro (Brasil)  | Medalla de oro    | +67 kg           |
| Campeonato Mundial  |                          |                   |                  |
| Año                 | Lugar                    | Medalla           | Categoría        |
| 2015                | Cheliábinsk (Rusia)      | Medalla de plata  | –73 kg           |
| 2017                | Muju (Corea del Sur)     | Medalla de bronce | +73 kg           |
| 2019                | Mánchester (Reino Unido) | Medalla de plata  | +73 kg           |
| Campeonato Asiático |                          |                   |                  |
| Año                 | Lugar                    | Medalla           | Categoría        |
| 2016                | Pásay (Filipinas)        | Medalla de bronce | –73 kg           |